# Дарџилинг
Дарџилинг (енгл. Darjeeling) је град и општина у индијској држави Западни Бенгал. Налази се на Малим Хималајима на надморској висини од 2.000 м. Познат је по својој индустрији чаја, погледима на Кангченгџунгу, трећу највишу планину на свијету, и по хималајској жељезничка пруга Дарџилинг, која је проглашена свјетском баштином. Дарџилинг је сједиште округа Дарџилинг, које има дјелимично аутономни статус. Такође је популарно туристичко мјесто у Индији.
Забиљежена историја града датира од почетка 19. вијека када је колонијална управа основала санаторијум и војно складиште у региону. Након тога, у регији су постављене обилне плантаже чаја, а произвођачи чаја развили су хибриде црног чаја и створили нове технике ферментације. Чај Дарџилинг, који је резултат овога, међународно је признат и сврстава се међу најпопуларније црне чајеве на свијету. Хималајска жељезничка пруга Дарџилинг повезује град с равницама и има неке од парних локомотива које се још увијек користе у Индији.
Дарџилинг има неколико приватних школа британског стила које привлаче ученике из цијеле Индије и неколико сусједних земаља. Разноврсну културу града одражава његов разнолики демографски миље који чине Ронкупи, Кампи, Гурке, Невари, Шерпаси, Бутији, Бенгалци и друге етно-језичке групе континенталне Индије. Дарџилинг је, поред свог сусједног града Калимпонга, био центар друштвеног покрета Горкаланд 1980-их година и љета 2017.

## Историја
Историја Дарџилинга испреплетена је са историјом Сикима, Непала, Британске Индије и Бутана. До почетка 19. вијека, брдовито подручје око Дарџилинга било је под контролом Краљевства Сиким, а насеље се састојало од неколико села Ронкупа и Кирата. Чогјал од Сикима учествовао је у неуспјешним ратовима против непалских Гурки.

## Географија
Дарџилинг је главни град садарске субдивизије и такође сједиште округа. Налази се на надморској висини од 2.000 м у брдском региону дарџилиншких Хималаја на Дарџилинг-Џалапахар вијенцу који креће са југа од Гума. Вијенац је у облику слова ипсилон, а база почива на Катапахару и Џалапахару, а двије руке се раздвајају сјеверно од Опсерваторијског брда. Сјевероисточна рука нагло зарања и завршава у изливу Лебонг, док сјеверозападна рука пролази кроз Сјеверну тачку и завршава се у долини у близини Туквер Ти имања. Брда су угнијежђена унутар виших врхова, а снијегом покривени хималајски вијенац у даљини је надвијен над градом. Канченџунга, трећи највиши врх на свијету (8.598 м), најистакнутија је видљива планина. У ведрим данима може се видјети непалски Монт Еверест (8.850 м).
Брда Дарџилинга дио су Малих Хималаја. Тло је углавном састављено од пјешчара и конгломератних формација, које су очврсли и узбуркани детритуси великог распона Хималаја. Међутим, тло је често слабо консолидовано (пропусни седименти у региону не задржавају воду између киша) и не сматрају се погодним за пољопривреду. Подручје има стрме падине и растреситу подлогу, што доводи до честих клизишта током монсуна. Према Бироу за индијске стандарде, град спада под сеизмичку зону IV, (на скали од I до V, но основу склоности земљотресима) близу конвергентне границе индијске и евроазијске тектонске плоче и подложан је честим земљотресима.

### Клима
| Клима Дарџилинг (1981–2010, екстреми 1901–2012) | Клима Дарџилинг (1981–2010, екстреми 1901–2012) | Клима Дарџилинг (1981–2010, екстреми 1901–2012) | Клима Дарџилинг (1981–2010, екстреми 1901–2012) | Клима Дарџилинг (1981–2010, екстреми 1901–2012) | Клима Дарџилинг (1981–2010, екстреми 1901–2012) | Клима Дарџилинг (1981–2010, екстреми 1901–2012) | Клима Дарџилинг (1981–2010, екстреми 1901–2012) | Клима Дарџилинг (1981–2010, екстреми 1901–2012) | Клима Дарџилинг (1981–2010, екстреми 1901–2012) | Клима Дарџилинг (1981–2010, екстреми 1901–2012) | Клима Дарџилинг (1981–2010, екстреми 1901–2012) | Клима Дарџилинг (1981–2010, екстреми 1901–2012) | Клима Дарџилинг (1981–2010, екстреми 1901–2012) |
| Показатељ \ Месец                               | .Јан.                                           | .Феб.                                           | .Мар.                                           | .Апр.                                           | .Мај.                                           | .Јун.                                           | .Јул.                                           | .Авг.                                           | .Сеп.                                           | .Окт.                                           | .Нов.                                           | .Дец.                                           | .Год.                                           |
| ----------------------------------------------- | ----------------------------------------------- | ----------------------------------------------- | ----------------------------------------------- | ----------------------------------------------- | ----------------------------------------------- | ----------------------------------------------- | ----------------------------------------------- | ----------------------------------------------- | ----------------------------------------------- | ----------------------------------------------- | ----------------------------------------------- | ----------------------------------------------- | ----------------------------------------------- |
| Апсолутни максимум, °C (°F)                     | 18,9 (66)                                       | 19,2 (66,6)                                     | 24,0 (75,2)                                     | 26,7 (80,1)                                     | 25,7 (78,3)                                     | 27,7 (81,9)                                     | 28,0 (82,4)                                     | 28,5 (83,3)                                     | 27,5 (81,5)                                     | 26,0 (78,8)                                     | 24,5 (76,1)                                     | 20,0 (68)                                       | 28,5 (83,3)                                     |
| Максимум, °C (°F)                               | 10,7 (51,3)                                     | 12,4 (54,3)                                     | 15,6 (60,1)                                     | 18,5 (65,3)                                     | 19,3 (66,7)                                     | 19,8 (67,6)                                     | 19,6 (67,3)                                     | 20,0 (68)                                       | 19,8 (67,6)                                     | 19,5 (67,1)                                     | 17,1 (62,8)                                     | 14,0 (57,2)                                     | 17,19 (62,94)                                   |
| Минимум, °C (°F)                                | 1,5 (34,7)                                      | 2,9 (37,2)                                      | 5,7 (42,3)                                      | 8,8 (47,8)                                      | 10,6 (51,1)                                     | 12,8 (55)                                       | 13,4 (56,1)                                     | 13,4 (56,1)                                     | 12,4 (54,3)                                     | 10,5 (50,9)                                     | 6,3 (43,3)                                      | 3,8 (38,8)                                      | 8,51 (47,3)                                     |
| Апсолутни минимум, °C (°F)                      | −7,2 (19)                                       | −6,4 (20,5)                                     | −4,8 (23,4)                                     | 0,0 (32)                                        | 1,4 (34,5)                                      | 6,6 (43,9)                                      | 3,9 (39)                                        | 8,0 (46,4)                                      | 6,2 (43,2)                                      | 3,2 (37,8)                                      | −4,4 (24,1)                                     | −4,6 (23,7)                                     | −7,2 (19)                                       |
| Количина кише, mm (in)                          | 13,5 (0,531)                                    | 14,0 (0,551)                                    | 30,8 (1,213)                                    | 76,9 (3,028)                                    | 137,9 (5,429)                                   | 466,0 (18,346)                                  | 656,7 (25,854)                                  | 528,2 (20,795)                                  | 379,7 (14,949)                                  | 59,1 (2,327)                                    | 14,4 (0,567)                                    | 2,9 (0,114)                                     | 2.380,1 (93,704)                                |
| Дани са кишом                                   | 1,1                                             | 1,5                                             | 2,8                                             | 6,8                                             | 10,5                                            | 18,8                                            | 22,9                                            | 21,7                                            | 14,9                                            | 2,9                                             | 0,6                                             | 0,7                                             | 105,2                                           |
| Релативна влажност, % (у 17:30 ИСТ ч.)          | 81                                              | 78                                              | 75                                              | 78                                              | 88                                              | 93                                              | 94                                              | 92                                              | 90                                              | 84                                              | 75                                              | 74                                              | 83,5                                            |
| Сунчани сати — месечни просек                   | 167,4                                           | 141,3                                           | 145,7                                           | 147,0                                           | 151,9                                           | 72,0                                            | 77,5                                            | 102,3                                           | 96,0                                            | 167,4                                           | 189,0                                           | 189,1                                           | 1.646,6                                         |
| Сунчани сати — дневни просек                    | 5,4                                             | 5,0                                             | 4,7                                             | 4,9                                             | 4,9                                             | 2,4                                             | 2,5                                             | 3,3                                             | 3,2                                             | 5,4                                             | 6,3                                             | 6,1                                             | 4,51                                            |
| Извор #1: Индијски метеоролошки департман       |                                                 |                                                 |                                                 |                                                 |                                                 |                                                 |                                                 |                                                 |                                                 |                                                 |                                                 |                                                 |                                                 |
| Извор #2: Дојчер Ветердинст (1891–1990)         |                                                 |                                                 |                                                 |                                                 |                                                 |                                                 |                                                 |                                                 |                                                 |                                                 |                                                 |                                                 |                                                 |

 Дарџилинг има умјерену климу (Кепен: Cwb, суптропска планинска клима) са влажним љетима узрокованим монсунским кишама. Средња годишња максимална температура је 149 °C, док је средња минимална температура 89 °C, са средњим мјесечним температурама у распону од 6 до 18 °C. Најнижа забиљежена температура била је -5 °C 11. фебруара 1905. Просјечна годишња количина падавина је 3.092 мм, са просјечно 126 кишних дана годишње. Највише падавина долази у јулу. Обилне и концентрисане кише које су падале у региону, погоршане крчењем шума и непланираном градњом, често изазивају разорна клизишта. Иако није веома често, у граду снијег пада најмање једном током децембра и јануара.